# Ozero Selisjtje (sjö i Vitryssland)
Ozero Selisjtje (ryska: Озеро Селище) är en sjö i Belarus.   Den ligger i voblasten Vitsebsks voblast, i den norra delen av landet, 150 km norr om huvudstaden Minsk. Ozero Selisjtje ligger 147 meter över havet. Arean är 0,39 kvadratkilometer. Den sträcker sig 1,4 kilometer i nord-sydlig riktning, och 0,7 kilometer i öst-västlig riktning.
Omgivningarna runt Ozero Selisjtje är en mosaik av jordbruksmark och naturlig växtlighet. Runt Ozero Selisjtje är det glesbefolkat, med 13 invånare per kvadratkilometer.